# Expedition Robinson 2005
Expedition Robinson 2005 var 2005 års upplaga av den svenska dokusåpan Expedition Robinson. Programserien, som bestod av 13 avsnitt, spelades in på plats i Malaysia och sändes på TV3 till och med 11 december. Det var den tionde säsongen av dokusåpan sedan starten 1997  och den tredje säsongen som sändes på TV3.
Programledare för Expedition Robinson 2005 var Robert Aschberg, producent var Frida Åberg och produktionsbolaget var Strix.
Årets slogan var "endast de starkaste kommer överleva".

## Deltagare
- Anders Kihlström, entreprenör
- Anna Carin Wase, egenföretagare
- Carolina Pop, skådespelare och fotomodell
- Chana Grentzelius, kock
- Christian Österberg, fastighetsmäklare
- Ehrling Wahlgren, bodybuilder, tyngdlyftare och författare
- Emma Lundberg, socionom
- Jacky "Jackz" Pereira, studerande
- Jonas Dahlgren, lärare
- Karolina Conrad, studerande, vinnare av Expedition Robinson 2005.
- Katarina Göransson, festarrangör
- Linda Penninger, bartender
- Lotta Appelin, frisör
- Malin Eriksson, säljare
- Marcus Perlitz, sångare musiker och låtskrivare
- Max Stjernfelt, backofficeansvarig
- Patricia Droben, elevassistent
- Patric "Lillen" Ericson, vaktmästare
- Paula Hallgren, lärare och säljare
- Rafaella Wallin, arbetslös
- Robert Andersson, egenföretagare
- Robert Nilsson, egenföretagare
- Sasa Radisavljevic, telefonförsäljare
- Tove Berge, studerande

## Finalen
Den traditionella Robinson-tävlingen Plankan var med som final även i 2005 års upplaga av Expedition Robinson. De som stod på plankan var Robert Nilsson, Max Stjernfelt, Karolina Conrad och Tove Berge. Först att åka i vattnet var Robert Nilsson som därmed var ute ur expeditionen. En längre stund senare föll Karolina Conrad som därmed kvalificerade sig för semifinal. Det såg länge ut att bli jämnt mellan Tove Berge och Max Stjernfelt, även om Tove syntes ha bättre balans på den sista stocken. När en storm drog in över spelplatsen tappade dock Tove balansen och föll i, efter 2 timmar och 50 minuter. Hon kvalificerade sig därmed för semifinal medan Max Stjernfelt gick direkt till finalen.
Semifinalen utspelade sig i en traditionell malaysisk fiskeby, där det ställdes krav på balans, kunnighet, styrka och smidighet. Tove Berge klarade inte balansavsnittet och åkte därmed ur Expedition Robinson.
Ett öråd blev det som fick avgöra vem av Karolina Conrad och Max Stjernfelt som skulle vinna. Det var jämnt ända in i det sista. Varannan person lade sin röst på Karolina och varannan på Max. Den sista rösten föll på Karolina som därmed blev den slutliga vinnaren av Expedition Robinson 2005.